# ويكيبيديا البالية
ويكيبيديا البالية (بالأردية: بالی ویکیپیڈیا، بالإنجليزية: Balinese Wikipedia، بالبالية: Wikipédia Basa Bali، بالفرنسية: Wikipédia en balinais): هي نسخة ويكيبيديا باللغة البالية. تتبع ويكيبيديا البالية بشكل عام القواعد الأساسية لويكيبيديا الإندونيسية.